# Chiesa di San Micheletto
La chiesa di San Micheletto è un edificio di culto cattolico sito a Lucca.

## Storia e descrizione
In quest'area esisteva un complesso monastico utilizzato dal XV secolo dalle clarisse; ne rimane il quattrocentesco chiostro a pilastri ottagonali. La fondazione di una chiesa dedicata a San Michele risale all'VIII secolo; ne restano solo una cornice e alcuni pilastrini reimpiegati nel fianco sinistro della chiesa che nel XII secolo sostituì quella precedente.
Anch'essa fu completamente ristrutturata nel XVIII secolo; ne rimane solo il fianco nord, a conci squadrati con coronamento ad archetti pensili modanati. Il portale che si apriva in questo fianco mostra un architrave della bottega di Biduino ornato da un tralcio vegetale e da una figura umana. Indemaniato nell'Ottocento e drasticamente manomesso, il complesso ospita la Fondazione Centro Studi sull'arte Licia e Carlo L. Ragghianti e l'università statale a ordinamento speciale IMT Alti Studi Lucca.

## Altre immagini

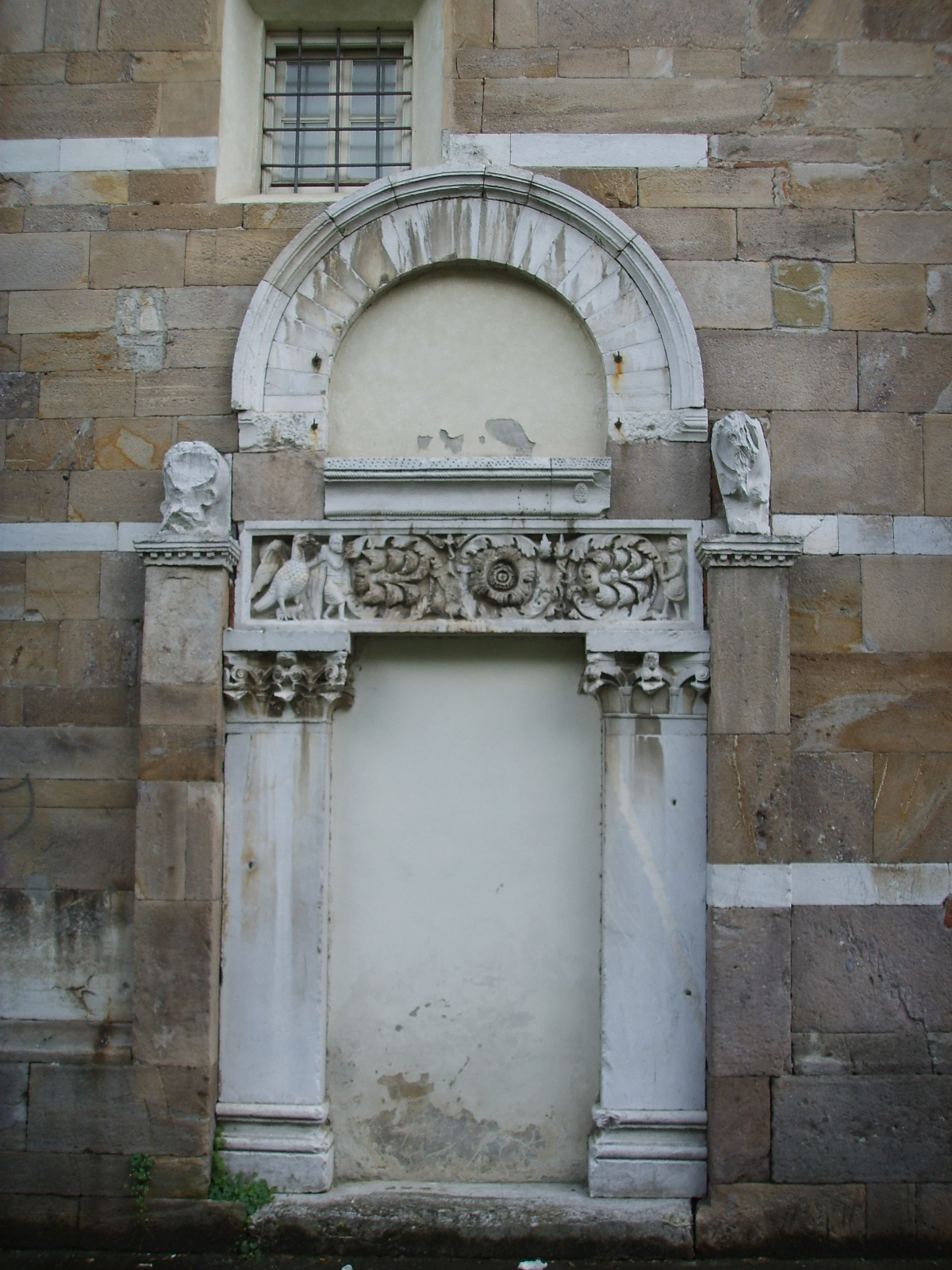
Portale laterale
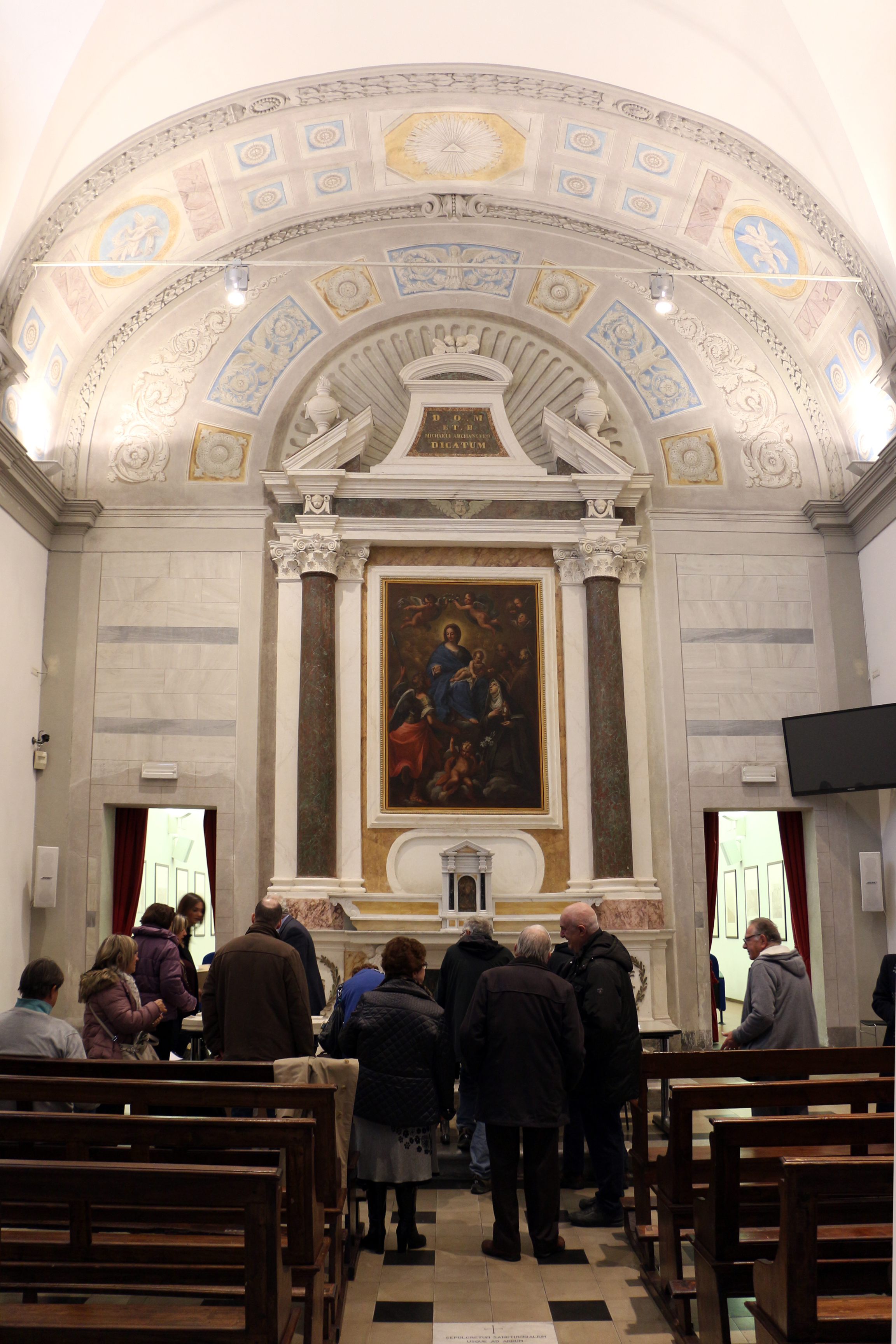
L'interno